# Société lyonnaise des forces motrices du Rhône
Pour les articles homonymes, voir FMR et Forces motrices.
La Société lyonnaise des forces motrices du Rhône (SLFMR), ou sous la forme courte Forces Motrices du Rhône (FMR), est une ancienne compagnie française d'électricité, basée à Lyon. Apparue en 1892, elle remplace le Syndicat des Forces Motrices du Rhône (SFMR), créé à Paris le 25 février 1889, pour l'exploitation hydroélectrique du Rhône à Lyon. C'était un des premiers grands groupes privés de distribution et de production de l'électricité avant-guerre en France. Progressivement absorbée dans les années 1920 par l'Énergie industrielle, elle disparaît véritablement en 1931.
L'entreprise marque encore de nos jours le paysage lyonnais. De nombreux bâtiments anciens portent encore des plaques ou autres éléments techniques chargées de la mention Forces Motrices, et l'usine hydroélectrique de Cusset à Villeurbanne, alors principale source d'électricité de la ville, constitue un élément clé du patrimoine industriel lyonnais. Son fronton porte encore, en mosaïque, le nom de la société.

## Histoire
La Société lyonnaise des forces motrices du Rhône est constituée à l'occasion d'une demande de concession accordée le 9 juillet 1892 pour le canal de Jonage, long de 19 kilomètres, qui alimente la centrale hydroélectrique de Cusset. Entre 1892 et 1899, la vocation du Rhône amont se modifie au profit de la production électrique : on creuse le canal de Jonage avec le Grand Large, côté Vaulx-en-Velin, pour alimenter en eau l'usine de Cusset, qui est alors la plus puissante centrale hydroélectrique d'Europe. On construit la digue insubmersible qu'emprunte aujourd'hui le boulevard Laurent-Bonnevay.
Les travaux commencent en septembre 1894 pour se terminer en 1899 et occupent 3 000 personnes. À elle seule, la centrale hydroélectrique de Cusset, avec ses 16 turbines, doit développer autant d'électricité que les 136 centrales en activité en France. L'une de ses missions est d'assurer la production d'énergie électrique pour l'industrie de la soie et les tramways de Villeurbanne.
L'accord de 1900 entre le Gaz de Lyon et la Société lyonnaise des forces motrices du Rhône, les deux sociétés qui distribuent l'électricité à Lyon n'est pas renouvelé et fait place à une concurrence acharnée, avec guerre de tarifs et recherche de grandes réserves d'énergie. Dès 1910, la Société lyonnaise des forces motrices du Rhône entre en pourparlers avec la Société Grenobloise de Force et Lumière, pour des achats de courant et pour l'aménagement en commun de nouvelles chutes d'eau dans les Alpes. Cette dernière, par suite de ces accords, noue des ententes avec la Société hydroélectrique de la Bridoire et la Société française des forces hydrauliques du Rhône. Elle se tourne aussi en 1912 vers une affaire de chutes d'eau dans la Haute-Isère, prend d'abord une part importante dans la Société qui l'a étudiée, puis rachète la totalité de ses actions. 
Le Gaz de Lyon, de son côté, importe de l'énergie de Moûtiers, en Savoie, en achète également à la Société grenobloise de force et lumière et constitue en 1911, en association avec la Compagnie Continentale Edison, la Société Hydroélectrique des Forces du Fier, au capital de 4 millions de francs.
À la suite de plusieurs augmentations de capital, la Société lyonnaise des forces motrices du Rhône double ses capitaux propres, qui passent de 25 millions à 54 millions de francs entre 1902 et 1926. Dans les années 1920, le groupe se développe dans la production hydroélectrique : il a en projet le futur barrage de Tignes et le barrage de Jons, destiné à limiter le débit du canal de Miribel et favoriser celui du canal de Jonage pour augmenter la puissance de la centrale hydroélectrique de Cusset.
Avant même que ce projet ait été mené à bien, la Société lyonnaise des forces motrices du Rhône fait l'objet d'un raid boursier à la fin des années 1920. En août 1930, L'Énergie industrielle achète 12 000 actions à la Compagnie d'électricité de l'Est, ce qui lui permet de s'emparer de la SLFMR.

## Galerie

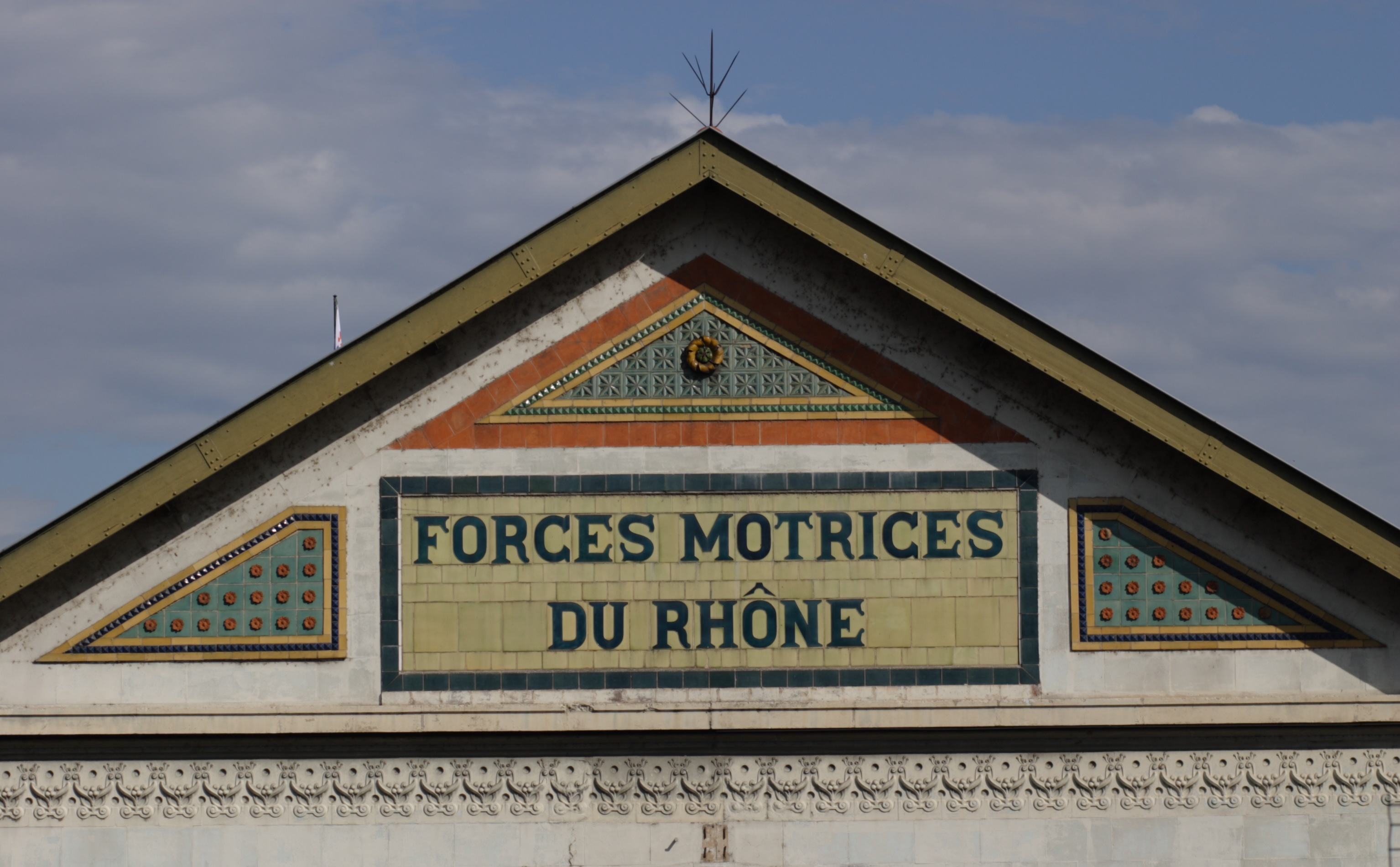
Fronton de l'usine hydroélectrique de Cusset
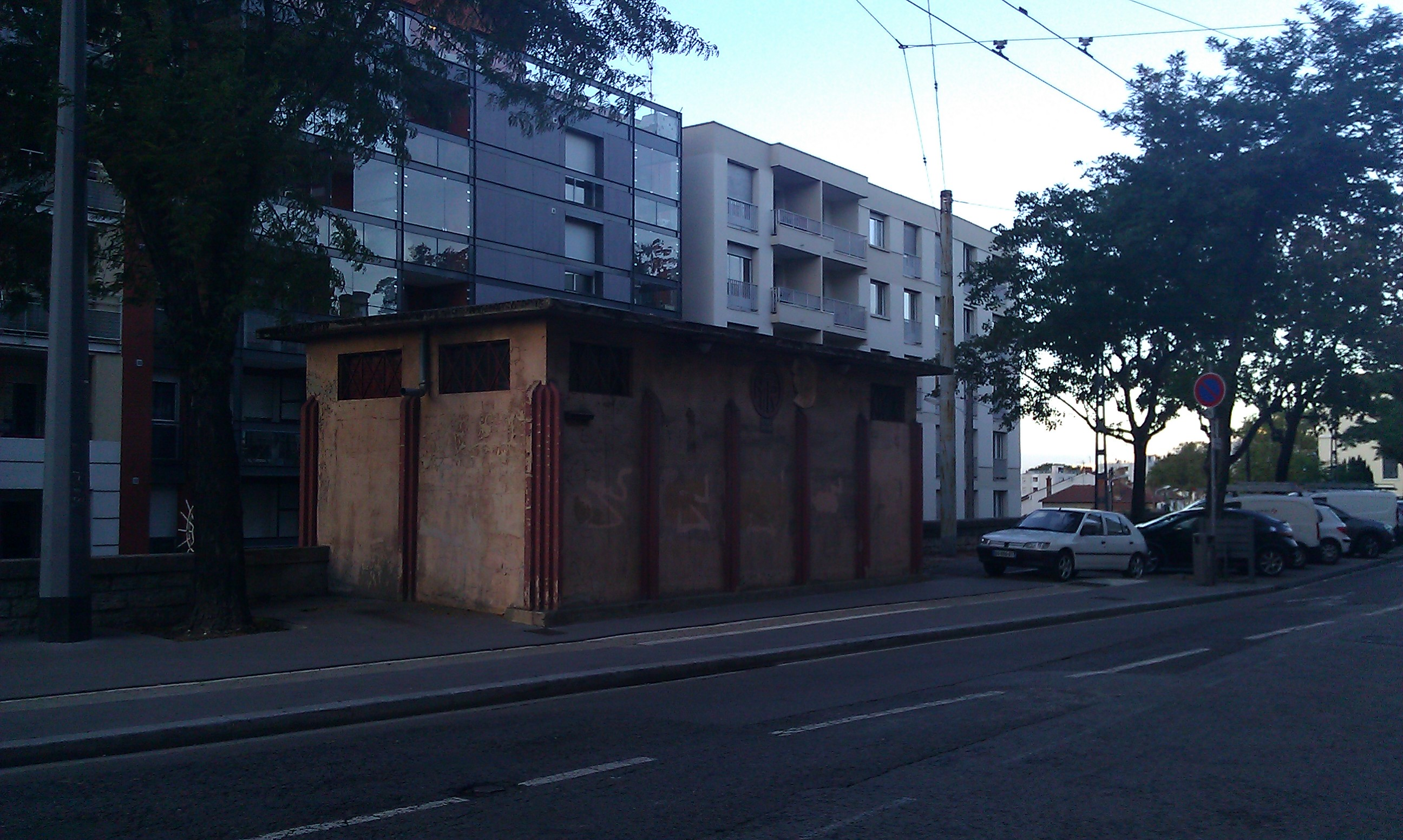
Local technique des FMR à Villeurbanne, près de la place Grandclément